# Minty Fresh
Minty Fresh también simplemente llamada Minty Fresh Records es una compañía discográfica independiente estadounidense, fundada en 1993 por Jim Powers y Anthony Musiala. La discográfica es conocida por haber fichado a artistas ligados al rock alternativo underground de la década de 1990 en movimientos del rock alternativo y del grunge generalmente.
El principal estilo de la discográfica son el rock, el indie rock y el rock alternativo.

## Algunos artistas de la discográfica
- Beangrowers (Malta)
- Bettie Serveert (Países Bajos)
- Caesars
- Husky Rescue (Finlandia)
- Kahimi Karie (Japón)
- Love Jones
- The Hit Parade